# 異翅魚屬
異翅魚屬，又稱為異鰭魚屬，為已滅絕的肉鰭魚，生存於石炭紀晚期的巴什基爾期（約3億1,800萬年前），化石發現於美國蒙大拿州的熊谷石灰岩礦床。

## 外部連結

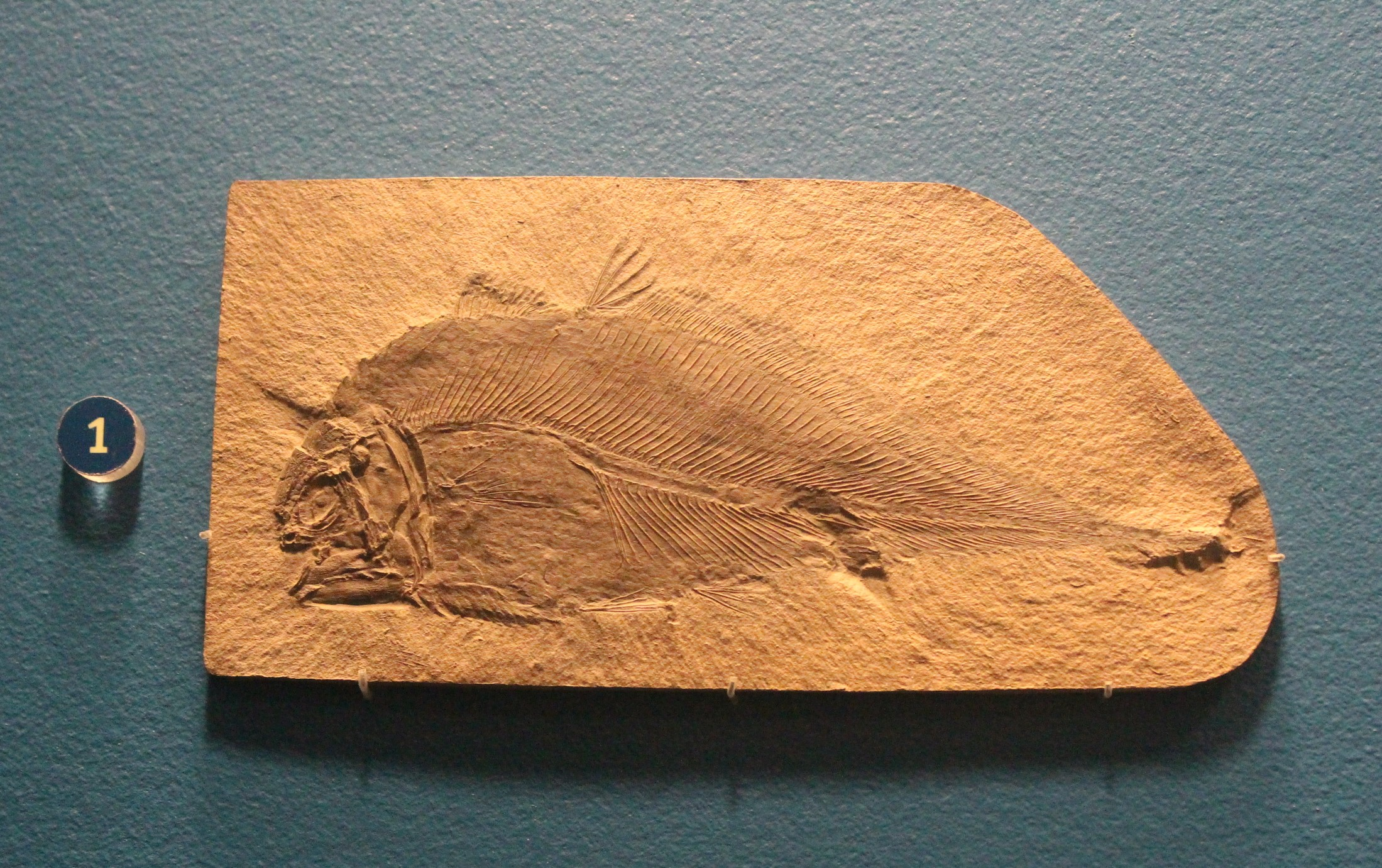
蒙大拿異翅魚化石，陳列於美國芝加哥菲爾德自然史博物館

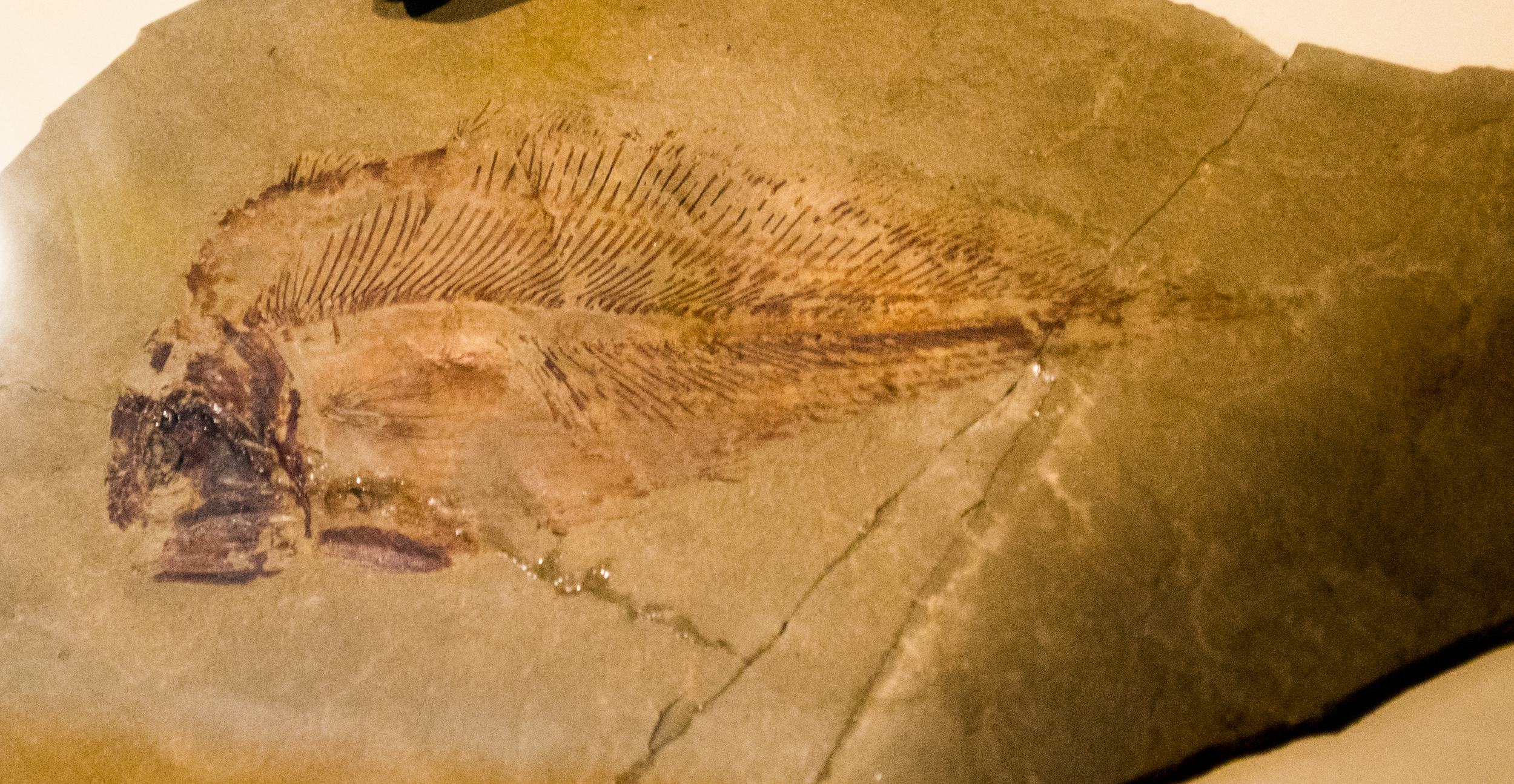
蒙大拿異翅魚化石，陳列於美國蒙大拿州洛磯山脈博物館

- Allenypterus montanus at The Fossil Mall site （页面存档备份，存于）
- Allenypterus at The Palaeos site （页面存档备份，存于）